# Luigi Tarisio
Luigi Teruggi, noto anche con lo pseudonimo di Tarisio (Fontaneto d'Agogna, 21 giugno 1796 – Milano, 1º novembre 1854), è stato un collezionista d'arte italiano, restauratore e commerciante di strumenti ad arco.

## Biografia
Nacque a Fontaneto d'Agogna da Mario Teruggi e Maria Domenica Barbaglia. Tarisio inizia come artigiano restauratore proponendosi dove risultasse utile la sua manualità. Presto approda nelle campagne del cremonese dove ottiene diversi incarichi; subito è folgorato dalla bellezza e dal mistero che accompagnano i capolavori dei maestri liutai cremonesi. Riesce a volte a far pagare i suoi lavori con alcuni di questi strumenti musicali in abbandono e cattivo stato che restaura e custodisce con accuratezza.
Capisce presto che in Italia in quel momento non c'è grande interesse per violini, viole, ecc. Al contrario in Francia ed Inghilterra gli strumenti ad arco sono molto ricercati. Parte allora per Parigi dove incontra alcuni liutai e commercianti i quali appaiono subito rapiti dalla maestria nella costruzione e dal suono inimitabile di questi strumenti italiani. Inizia con loro un florido commercio che lo porta a Parigi e Londra un paio di volte all'anno; importanti collezionisti quali Hart e Gand aspettano con impazienza la sua prossima visita. Il suo nome riecheggia nei salotti culturali parigini e londinesi.
Allarga le sue ricerche anche al Piemonte dove conosce ed ispira liutai oggi considerati grandi maestri, come Giuseppe Rocca. Acquista alcuni pezzi pregiati da importanti collezionisti italiani come il conte Cozio di Salabue e stranieri come Chanot mentre altri li cede; conserva per sé i pezzi reputati migliori, la sua non è una ricerca di arricchimento ma è una vera e propria passione: per nessun motivo avrebbe ceduto il suo tesoro. Per paura di lasciarle incustodite a causa dei suoi lunghi viaggi, trasporta le "gemme" più preziose della collezione nelle cascine dei suoi familiari a Fontaneto d'Agogna. Alla sua morte furono rinvenuti almeno 150 strumenti tra cui 24 Stradivari, diversi Guarnieri del Gesù, Amati, Guadagnini, Gaspare da Salò e di altri liutai italiani dell'epoca. La figura di Tarisio è strettamente connessa allo Stradivari Messia che possedette per decenni fino alla sua morte. Altri esempi di famosissimi strumenti che sono passati tra le sue mani sono Le Alard, Diable, Haddock, Leduc, Sainton, King, The Gaspar bass, Maurin, Clapisson, Bass of Spain, Macdonald viola.
Alla morte di Tarisio la sua collezione venne ceduta a Jean-Baptiste Vuillaume che portò in Francia tra gli altri anche il famoso "tesoro" di Tarisio ovvero il cosiddetto Messia. Luigi venne ritrovato esanime nel suo appartamento di Milano stringendo a sé due violini; anche se materialmente non lo potevano essere in quanto custoditi in quel momento a Fontaneto d'Agogna, "gli oggetti di quel suo ultimo disperato abbraccio eterno erano il suo amato Guarneri del Gesù del 1742 e lo Stradivari del 1716 [pollici 13.4]".

## Nella cultura di massa
Secondo alcuni è grazie alla sua devozione se centinaia di strumenti sono stati salvati dall'incuria e dall'abbandono ed oggi possono essere suonati da grandi musicisti o esposti in prestigiosi musei; ad esempio il The Guardian in un articolo a firma di Toby Faber riporta:
Charles Reade lo definisce come:«L'anima di quell'uomo era interamente dedicata ai violini» (in inglese The man's whole soul was devoted to violins). Il quotidiano The New York Times dedica a Luigi Tarisio diversi articoli: 7 settembre 1872, 24 giugno 1883, 30 dicembre 1895.
Nel corso degli anni la figura di Luigi Tarisio ha ricevuto numerose citazioni sulle principali testate giornalistiche internazionali dal The Times al Wall Street Journal fino al The Washington Post.
Dall'Ashmolean museum di Oxford al Musée de la Musique di Parigi alla Library of Congress di Washington alla Nippon Music Foundation il nome di Luigi Tarisio è oggi associato a "grandi strumenti" esposti e suonati da rinomati musicisti internazionali.